# Файненшъл Таймс
„Файненшъл Таймс“ (на английски: Financial Times) е англоезичен всекидневен бизнес вестник с международно призната висока репутация.
Издава се в Лондон в тираж от 433 000 копия за международното издание и 75 655 за британското. Главен негов съперник е „Уолстрийт Джърнъл“, издаван в Ню Йорк. Специализира се в разработването на икомонически и финансови теми. Печата се на светлорозова хартия, която впоследствие се приема като цвят от всички икономически вестници. За Файненшъл таймс пишат над 450 журналисти, 110 от които работят извън пределите на Великобритания. От 2000 г. се издава в Германия немска версия със собствени теми и статии под името Файненшъл Tаймс Дойчланд.
Основан е през 1888 година в Лондон от Джеймс Шеридън и неговия брат, Файненшъл Таймс първоначално се състезава с още 4 икономически ежедневника за вниманието на читателите. През 1945 година поглъща последния от тях (Файненшъл Нюс).